# Fürstenfeld Airport
Fürstenfeld Airport (tyska: Flugplatz Fürstenfeld) är en flygplats i Österrike.   Den ligger i distriktet Hartberg-Fürstenfeld och förbundslandet Steiermark, i den östra delen av landet, 130 km söder om huvudstaden Wien. Fürstenfeld Airport ligger 252 meter över havet.
Terrängen runt Fürstenfeld Airport är huvudsakligen platt. Fürstenfeld Airport ligger nere i en dal. Närmaste större samhälle är Fürstenfeld, 1,3 km söder om Fürstenfeld Airport.
Omgivningarna runt Fürstenfeld Airport är en mosaik av jordbruksmark och naturlig växtlighet. Runt Fürstenfeld Airport är det ganska tätbefolkat, med 60 invånare per kvadratkilometer.